# Gaius Attius Alfianus Lucilius Ruga
Gaius Attius Alfianus Lucilius Ruga (vollständige Namensform Gaius Attius Gai filius Poblilia Alfianus Lucilius Ruga) war ein im 2. Jahrhundert n. Chr. lebender Angehöriger des römischen Ritterstandes (Eques).
Durch eine Inschrift, die bei Verona gefunden wurde und die auf 101/200 datiert wird, ist belegt, dass Alfianus Präfekt einer Cohors II Raetorum war. Alfianus war in der Tribus Poblilia eingeschrieben.